# إيهود أولمرت
إيهود أولمرت (بالعبرية: אהוד אולמרט‏) (30 سبتمبر 1945 - )، رئيس الوزراء الإسرائيلي الأسبق،. وُلد في بلدة بنيامينا عام 1945. حصل على بكالوريوس علم نفس من الجامعة العبرية بالقدس عام 1968. وفي عام 1973 حصل على بكالوريوس في الحقوق، رأس أولمرت بلدية القدس منذ عام 1993 وحتى 2003، وقد تولى رئاسة الحكومة الإسرائيلية بالوكالة، بعد إصابة أرئيل شارون بجلطة دماغية. عُين عام 2006 رئيساً لحزب كاديما، واستمر حتى عام 2008.

## بدايته
ولد إيهود أولمرت في 30 سبتمبر 1945، في «نَحَلات جابوتنسكي» بجانب فيما تعرف الآن بنيامينا في مدينة الخضيرة. كان في صغره عضوا في حركة بيتار للشباب والتي هي حركة تعديلية عمد على تأسيسها زيإيڤ جابوتنسكي. نشأ أولمرت في عائلة يهودية عُرفت بانتمائها للتيار المتشدد في الحركة الصهيونية. حيث كان والده عضو منظمة أتسل اليهودية اليمينية، وكان شقيقه يوسي أولمرت رئيس الوكالة اليهودية. حصل على إيهود على بكالوريوس علم نفس من الجامعة العبرية، ودبلوم فلسفة من نفس الجامعة. عمل في بدايته مراسلا صحفيا عسكريا لمجلة (بمحانيه) التابعة للجيش الإسرائيلي.

## العمل العسكري
في عام 1963 بدأ خدمته العسكرية في كتيبة 13 في لواء غولاني. وهو أكبر ألوية الجيش الإسرائيلي، وقد أكمل الخدمة نهائياً عام 1971.

## العمل السياسي

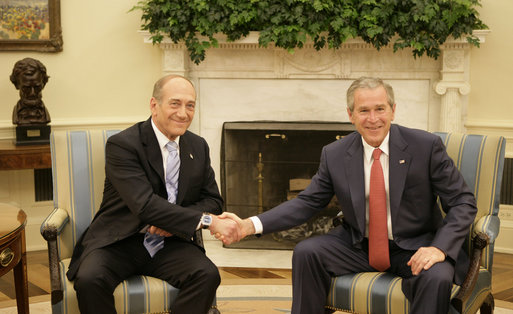
الرئيس الأمريكي جورج بوش يصافح إيهود أولمرت

بدأ أولمرت عمله السياسي حينما كان عضواً في حركة بيتار للشباب، وفي عام 1966 التحق بحزب حيروت، وعام 1969 ترشح لانتخابات الكنيست الإسرائيلي ولكنه لم ينجح. عام 1973 كان عضواً في الكنيست الإسرائيلي عن حزب الليكود، وقد انتخب لثلاث دورات نائباً في الكنيست. عمل وزيراً لشؤون الأقليات منذ 1988 وحتى 1990، وكذلك عمل وزيراً للصحة منذ 1990 وحتى 1992، حيث ساهم أثناء هذه الفترة بإقرار القانون الحكومي الخاص بالمستشفيات وعمل على توحيد المستشفيات الحكومية، وفي عام 1993 عُين أولمرت رئيساً لبلدية القدس، حيث ساهم وبشكل كبير في تشجيع الاستيطان في المدينة، واستمر في منصبه كرئيس للبلدية عشر سنوات. عُين أولمرت عام 2003 وزيراً للتجارة والصناعة ونائباً لرئيس الحكومة (أرئيل شارون آنذاك)، وفي 2005 عُين وزيراً للمالية.

### رئاسة كاديما
أسس أولمرت مع أرئيل شارون حزب كاديما عام 2005، وقد انشق حزب كاديما عن حزب الليكود بسبب خطة فك الارتباط وإخلاء المستوطنات في قطاع غزة. في 16 يناير 2006 عُين أولمرت رئيساً للحزب واستمر في منصبه حتى عام 2008.

### رئاسة الحكومة
بعد إصابة أرئيل شارون بجلطة دماغية عام 2006، عُين أولمرت رئيساً للحكومة الإسرائيلية بالوكالة في 4 يناير 2006. وأدى اليمين في 4 مايو 2006. خلال فترة رئاسته للحكومة شهدت بعض الاضطرابات والحروب، فقد وقعت حرب لبنان 2006، وحرب أمطار الصيف.

#### الاستقالة
استقال أولمرت من رئاسة الحكومة في عام 2009، وذلك بعد انتخاب تسيبي ليفني رئيسة لحزب كاديما. وقد تدنت شعبية أولمرت كثيراً بعد الإخفاق في حرب لبنان 2006. وحرب غزة 2008. وأيضاً بدأت الشرطة الإسرائيلية بفتح تحقيقات تُظهر قضايا فساد قام بها أولمرت أثناء عمله السياسي، وقد قدم استقالته لشمعون بيريز في 21 سبتمبر 2008، إلا أنه واصل مهامه كرئيس للحكومة حتى 2009.

## مواقف وآراء

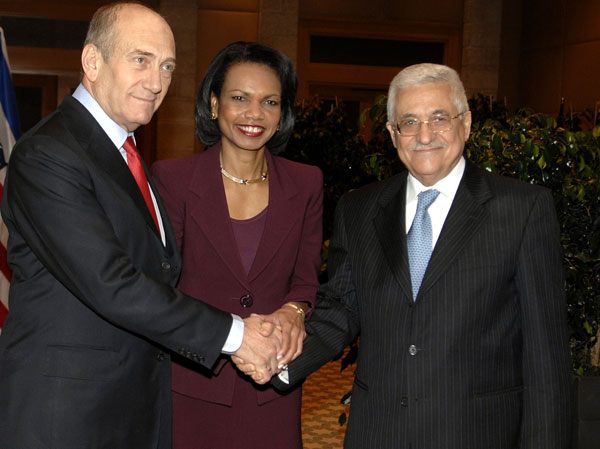
أولمرت مع رايز وعباس.

خلال توليه لرئاسة بلدية القدس شجع الاستيطان. كذلك فقد رفض أولمرت اتفاقية كامب ديفيد، والانسحاب من الأراضي المصرية. ويرفض كذلك الانسحاب من أراضي فلسطين 1967، على اعتبار أنها جزء من أرض إسرائيل الكبرى.

## قضايا فساد
في 13 مايو 2014، قضت محكمة إسرائيلية بسجن رئيس الوزراء الإسرائيلي الأسبق 6 سنوات، بالإضافة لغرامة مالية قدرها مليون شيكل؛ وذلك لقبوله رشاوى في مشروع الإسكان (هولي لاند) في مدينة القدس، وذلك عندما كان أولمرت رئيساً لبلدية القدس منذ 1993 وحتى 2003. ويُعتبر أيهود أولمرت بذلك أول رئيس وزراء إسرائيلي يُسجن على خلفية قضايا فساد.

### الحكم بالسجن
وفي 29 ديسمبر 2015 أدانت المحكمة العليا الإسرائيلية أولمرت بتلقي رشوة، ولكنه خفض الحكم من 6 سنوات إلى سنة ونصف. وتمت تبرئة أولمرت جزئياً مما عرف بقضية هولي لاند، ودخل أولمرت السجن في 15 فبراير 2016. حصل على عفو بثلث المدة وخرج من السجن بتاريخ 2 يوليو 2017.

## وصلات خارجية
- إيهود أولمرت على موقع الموسوعة البريطانية (الإنجليزية)
- إيهود أولمرت على موقع مونزينجر (الألمانية)
- إيهود أولمرت على موقع إن إن دي بي (الإنجليزية)
- موقع البرلمان الإسرائيلي